# Гросбус (комуна)
Гросбус (люксемб. Groussbus, фр. Grosbous, нім. Grosbous) — комуна Люксембургу. Входить до складу кантону Реданж в окрузі Дикірх.

## Географія
Площа території комуни складає 20,11 км² (56-е місце за цим показником серед 116 комун Люксембургу).
Висота найвищої точки комуни над рівнем моря становить 523 метрів (14-е місце за цим показником серед комун країни), найнижчої — 301 метрів (103-є місце).

## Демографія
Станом на 2011 рік на території комуни мешкало 878 ос.
Динаміка чисельності населення:

## Адміністративний поділ
До складу комуни входять такі поселення:
| Поселення | Населення за даними переписів: | Населення за даними переписів: | Населення за даними переписів: |
| Поселення | на 31.03.1981                  | на 01.03.1991                  | на 15.02.2001                  |
| --------- | ------------------------------ | ------------------------------ | ------------------------------ |
| Деллен    | 98                             | 103                            | 108                            |
| Гросбус   | 479                            | 520                            | 619                            |